# آثار قلعه رود ایوک
آثار قلعه رود ایوک مربوط به دوران‌های تاریخی پس از اسلام است و در شهرستان کهگیلویه، روستای ایوک واقع شده و این اثر در تاریخ ۲۴ فروردین ۱۳۸۲ با شمارهٔ ثبت ۸۳۳۱ به‌عنوان یکی از آثار ملی ایران به ثبت رسیده است.